# شهرزاد (موسيقى)
شهرزاد «وباللغة السريلية Шехерезада»
هي قطعة موسيقية سينفونية (متتابعة سيمفونية) أو (Symphonic Suite) ألفها ريمسكي كورساكوف في عام 1888 استنادا على كتاب ألف ليلة وليلة، وقد تم استعمال هذه الموسيقى في باليه لمايكل فوكني. تعد هذه المقطوعة أشهر أعمال كورساكوف. ترتبط المقطوعة في الذهن العالمي بأجواء الشرق الأوسط في العصور الوسطى.
تتكون من أربع حركات:

## الحركة الأولي: البحر وسفينة السندباد
في خلال هذه الحركة هناك صوتين مميزين يمثلان أبطال اللحن، الأول هو «شهريار» ويعبر عنه الآلات النحاسية والوتريات العريضة بإيقاعها المهيب والمخيف التي تناسب شخص شهريار الملك، أما الصوت الثاني فهو لـ «شهرزاد» ويمثله الصوت الآسر للكمان مع الهارب بأصوات تتابعية. تتنقل الحركة ما ألحان تسيطر على معظم أجزائها الوتريات والآلات النحاسية تضع شهريار في شخصية السندباد نفسه يتخللها الصوتين المميزين (شهريار وشهرزاد) في امتزاج هادئ.على الرغم من أن هذه الحركة تشبه في شكلها السيمفونية الكلاسيكية، فهي أكثر مماثلة لمجموعة متنوعة من الدوافع المستخدمة في عمل ريمسكي كورساكوف «عنتره». وتتكون هذه الحركة من ألحان مختلفة مميزة للغاية ولكن قسمات وملامح هذه الألحان تتكامل وتتوحد في حركة واحدة مترابطة.

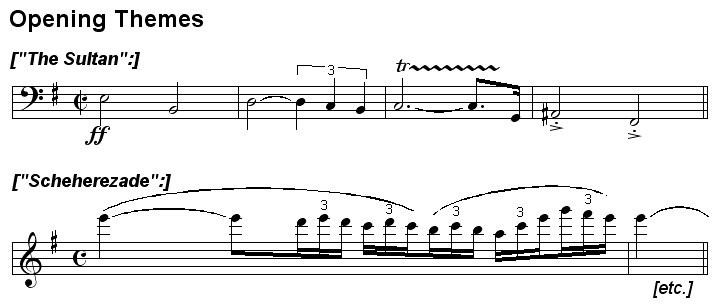
اللحن الافتتاحي للمقطوعة

## الحركة الثانية: الأمير الكالنداري
كان الكالنداريون متسولين دائمي التجول ولسبب خُرافيّ ما احتفيَ بهم كملوك. الحركة لها تكوين لحني ثلاثي A-B-A (التكوين الأول والأخير متشابهين A، اما التكوين الأوسط فهو مختلف B) بالنسبة لتطور الألحان مع توزيعات متنوعة للتكوينات الثلاث. تبدأ الحركة بعزف ناعم للكمان مع الهارب حيث تشرع شهرزاد في سرد قصتها لشهريار تمهيدا لبدأ التكوين الأول ذي الايقاعين الراقص أولا ثم الخطابي ثانيا (الذي يحكي قصة الكالنداريين). بعد ذلك تدخل الأبواق النحاسية فجأة وبعمق (بداية التكوين B) معلنة ظهور الأمير الكالنداري - ممثلا في شهريار - وتبدأ الآلات النحاسية في العزف بإيقاع شرس يوحي بالأخطار والمعارك التي يواجهها الأمير. في النهاية يبرز التكوين الأخير بوضوح تدريجيا -محاطا بمقطوعتين فرديتين للكلارينت قبله والفاجوط بعده- والذي يعتبر من أنفس وأروع جزء في هذه الحركة؛ شهريار يظهر !! العزف ينخفض مجددا معلنا انتهاء القصة، ثم يتصاعد بعظمة فينتقل إلى خروج سريع جدا لتنتهي الحركة.

## الحركة الثالثة: الأمير الشاب والأميرة
تبدأ الحركة بعزف متدفق على الوتريات يمثل الأمير الشاب يقابله عزف ممتد على الكلارينت يصور الأميرة الشابة. بعد ذلك يمكنك أن تتخيل أروع قصص الحب التي تتمناها وأنت تستمع لهذه الحركة فالألحان خفيفة بديعة تتخللها نغمات الفلوت الراقصة مع دقات المصاحبة على آلة الرق فتعطي احساسا بسحر الشرق يملأ المكان. في النهاية تعلوا وترتفع وتيرة اللحن بحماس شديد معلنة قدوم مقطع النهاية وخاتمة القصة حيث يكون العزف المنفرد للآلات هو الغالب وتنهمك شهرزاد في تطريز خاتمة الحكاية.

## الحركة الرابعة: الأحتفالات في بغداد
تزامن العزف يصل إلى ذروة البراعة، حيث تبدأ الحركة بدخول مفاجئ للأوركسترا يمثل شهريار ثم يبدأ الكمان بالعزف منفردا تمهيدا لدخول شهرزاد وسردها للقصة ولكن شهريار المتلهف شوقا لسماع القصة يدخل فجأة مجدادا بالأوركسترا لتبدأ شهرزاد بسرد قصتها. يتميز العزف بطابع الروندو فيعطي احساسا باتساع المهرجان في بغداد، يرتفع العزف وينخفض طبقا لما في احذاث المهرجان من اثارة. تدخل موسيقى راقصة فتضفي على المشهد جوا من المرح والبهجة. فجأة تعلوا أصوات الأبواق والأجراس بجنون فيتحول المشهد السينمائي من المهرجان إلى سفينة السندباد (شهريار) وهي تصارع الأمواج في البحر. ويصور كورساكوف هذا المشهد ببراعة فائقة بجميع تفاصيله. الصراع مع أمواج البحر، ثم الهدوء والارتياح الذي يسبق الكارثة، فالعاصفة التي تضرب السفينة متمثلة في صوت التأتأة من الباص وأخيرا تحطم السفينة على الصخور في نهاية المشهد. ثم يلي ذلك هدوء في العزف فالسندباد يقف مذهولا لما حدث لسفينته وخسارته في نهاية المطاف - والتي ترمز إلى افتتان شهريار بشهرزاد وإذعانه أخيرا لتفوق المرأة (أو على الأقل هذه المرأة خاصة) - وأخيرا يغني شهريار وشهرزاد معا (صوت الكونترباص العريض مع الكمان الحاد) موسيقى الخاتمة.

== مراجع ==
1. ↑  Minderovic, Zoran. "Nikolay Andreyevich Rimsky-Korsakov, Sheherazade, Symphonic Suite for Orchestra, op. 35". Dayton Philharmonic.
2. ↑  Rimsky-Korsakov, Nikolay Andreyevich (1942). My Musical Life. translated by Judah A. Joffe (3rd edition ed.). Alfred A. Knopf.
3. ↑  ربرتوار بيت الموسيقى الكلاسيكية: ريمسكي كورساكوف : شهرزاد نسخة محفوظة 05 مارس 2016 على موقع واي باك مشين.

## وصلات خارجية
- أداء موسيقى شهرزاد (MP3)
- المقطوعة بأداء أوركسترا فيينا الفيلهارمونيبمهرجان سالزبرج 2005